# Collaea cipoensis
Collaea cipoensis är en ärtväxtart som beskrevs av Renée Hersilia Fortunato. Collaea cipoensis ingår i släktet Collaea, och familjen ärtväxter. Inga underarter finns listade i Catalogue of Life.